# Gnathopalystes nigriventer
Gnathopalystes nigriventer là một loài nhện trong họ Sparassidae.
Loài này thuộc chi Gnathopalystes. Gnathopalystes nigriventer được Wladislaus Kulczynski miêu tả năm 1910.